# Moineau perroquet
Passer gongonensis
Espèce
Statut de conservation UICN

 LC  : Préoccupation mineure
Le Moineau perroquet (Passer gongonensis) est une espèce d'oiseaux de la famille des Passeridae.
Il est souvent considéré comme un type de Moineau gris (Passer griseus).

## Description
Avec ses 18 cm de longueur pour une masse de 42 g, cet oiseau est le plus grand des Passeridae. Il ne présente pas de dimorphisme sexuel.

## Répartition
Cette espèce vit dans les basses plaines arides de l'est de l'Afrique centrale.